# Дэвис, Хоуп
Хо́уп Дэ́вис (англ. Hope Davis; род. 23 марта 1964, Энглвуд, Нью-Джерси) — американская актриса

 театра, кино, телевидения и озвучивания. Номинантка на две премии «Золотой глобус» (2004, 2011), три премии «Эмми» (2009, 2010, 2022) и премию «Тони» (2009).

## Ранние годы
Хоуп Дэвис родилась 23 марта 1964 года в Энглвуде (штат Нью-Джерси, США), став второй из трёх дочерей в семье инженера Уильяма Дэвиса и библиотекаря Джоан Дэвис, которая некоторое время работала в начальной секции школы Элизабет Морроу. Дэвис описала свою мать как «отличную рассказчицу», которая каждое воскресенье после церкви водила дочерей в музеи или на «что-нибудь культурное». Дэвис была подругой детства Миры Сорвино, которая жила почти прямо через дорогу и вместе с которой она писала и играла в пьесах на заднем дворе. Дэвис выросла в Тенафлае, штат Нью-Джерси, и окончила местную среднюю школу в 1982 году. В подростковом возраста она занималась балетом и участвовала в летних программах балета Джоффри. Дэвис получила степень в области когнитивистики в Вассарском колледже в 1986 году и обучалась актёрскому мастерству в студии HB в Нью-Йорке.

## Карьера
Дэвис дебютировала в кино в 1990 году с ролями Энн Колдрен в фильме «Коматозники» и французского агента по продаже билетов в фильме «Один дома». Позже она снялась в таких независимых фильмах как «Дневные путешественники» (1997) и «Следующая остановка — Страна чудес» (1998), после чего появилась в фильмах «Дорога на Арлингтон» (1999), «О Шмидте» (2002), «Тайная жизнь дантистов» (2002) и «Американское великолепие» (2003). За роль в последнем она получила премию New York Film Critics Circle и была номинирована на премию «Золотой глобус» за лучшую женскую роль второго плана.
В 1992 году Дэвис дебютировала на театральной сцене в совместной постановке театров Wisdom Bridge и Remains «Пошевеливайся». В 2009 году она появилась в бродвейской пьесе «Бог резни», за которую была номинирована на премию «Тони» за лучшую женскую роль в пьесе.
В 2009 году Дэвис сыграла роль Мии Нески во втором сезоне сериала HBO «Пациенты», за которую была номинирована на премию «Эмми» за лучшую женскую роль второго плана в драматическом телесериале.
В 2010 году Дэвис сыграла Хиллари Клинтон в фильме BBC/HBO «Особые отношения». За эту роль она была номинирована на премии «Эмми» и «Золотой глобус» за лучшую женскую роль в мини-сериале или фильме и лучшую женскую роль второго плана — мини-сериал, телесериал или телефильм, соответственно.
Дэвис сыграла главные роли в сериалах «Крайний срок» (NBC, 2000—2001), «Шестеро» (ABC, 2006—2007) и «Преданность» (NBC, 2015), и появилась с ролями второго плана в проектах HBO «Милдред Пирс» (2011) и «Новости» (2012—2013), и втором сезоне антологии ABC «Американское преступление» (2016).
С 2021 по 2023 год Дэвис играла роль Сэнди Фернесс в телесериале «Наследники», за которую была номинирована на премию «Эмми» в категории «Лучшая приглашённая актриса в драматическом телесериале».
С июня 2004 года Дэвис является членом Академии кинематографических искусств и наук.

## Личная жизнь
С 1989 по 1996 год Дэвис была замужем за драматургом Фордом Эвансом.
С 6 июля 2002 года Дэвис замужем за актёром и музыкантом Джоном Патриком Уокером. У супругов есть две дочери — Джорджия Уокер (род. 31 августа 2002) и Мэй Уокер (род. 30 декабря 2004).

## Фильмография
| Год       |    | Русское название                           | Оригинальное название              | Роль                                 |
| --------- | -- | ------------------------------------------ | ---------------------------------- | ------------------------------------ |
| 1990      | ф  | Коматозники                                | Flatliners                         | Энн Колдрен                          |
| 1990      | ф  | Один дома                                  | Home Alone                         | французский агент по продаже билетов |
| 1992      | с  | Дорога на Малибу 2000                      | 2000 Malibu Road                   | Элисон Хантер                        |
| 1995      | ф  | Поцелуй смерти                             | Kiss of Death                      | подруга Джуниора                     |
| 1995      | ф  | Ловушка для страха                         | Run for Cover                      | секретарь Прескотта                  |
| 1995      | тф | Под огнём                                  | Under Fire                         |                                      |
| 1996      | ф  | Дневные путешественники                    | The Daytrippers                    | Элайза Мэлоун Д’Амико                |
| 1996      | ф  | Господин Ошибка                            | Mr. Wrong                          | Энни Элстон                          |
| 1996      | ф  | Парень                                     | Guy                                | Камера                               |
| 1997      | ф  | Тени прошлого                              | The Myth of Fingerprints           | Маргарет                             |
| 1998      | ф  | Следующая остановка — Страна чудес         | Next Stop Wonderland               | Эрин Каслтон                         |
| 1998      | ф  | Самозванцы                                 | The Impostors                      | Эмили Эссендин                       |
| 1999      | ф  | Дорога на Арлингтон                        | Arlington Road                     | Брук Вулф                            |
| 1999      | ф  | Доктор Мамфорд                             | Mumford                            | Софи Крисп                           |
| 2000      | ф  | Секрет Джо Гулда                           | Joe Gould's Secret                 | Тереза Митчелл                       |
| 2000—2001 | с  | Крайний срок                               | Deadline                           | Брук Бентон                          |
| 2001      | ф  | Финал                                      | Final                              | доктор Энн Джонсон                   |
| 2001      | ф  | Сердца в Атлантиде                         | Hearts in Atlantis                 | Элизабет «Лиз» Гарфилд               |
| 2002      | ф  | О Шмидте                                   | About Schmidt                      | Джинни Шмидт                         |
| 2002      | ф  | Тайная жизнь дантистов                     | The Secret Lives of Dentists       | Дана Хёрст                           |
| 2003      | ф  | Американкое великолепие                    | American Splendor                  | Джойс Брабнер                        |
| 2005      | ф  | Матадор                                    | The Matador                        | Кэролин «Бин» Райт                   |
| 2005      | ф  | Мысли о свободе                            | Duma                               | Кристин                              |
| 2005      | ф  | Доказательство                             | Proof                              | Клэр                                 |
| 2005      | ф  | Синоптик                                   | The Weather Man                    | Норин                                |
| 2006      | ф  | Дурная слава                               | Infamous                           | Слим Кит                             |
| 2006      | ф  | Мистификация                               | The Hoax                           | Андреа Тейт                          |
| 2006—2007 | с  | Шестеро                                    | Six Degrees                        | Лора Морган                          |
| 2007      | ф  | Девятки                                    | The Nines                          | Сара / Сьюзен Ховард / Сьерра        |
| 2007      | ф  | Проделки в колледже                        | Charlie Bartlett                   | Мэрилин Бартлетт                     |
| 2008      | ф  | Нью-Йорк, Нью-Йорк                         | Synecdoche, New York               | Маделин Гравис                       |
| 2008      | ф  | Генуя                                      | Genova                             | Мариэнн                              |
| 2009      | ф  | Жилец                                      | The Lodger                         | Эллен Бантинг                        |
| 2009      | с  | Пациенты                                   | In Treatment                       | Мия Нески                            |
| 2010      | тф | Особые отношения                           | The Special Relationship           | Хиллари Клинтон                      |
| 2011      | с  | Милдред Пирс                               | Mildred Pierce                     | миссис Форрестер                     |
| 2011      | ф  | Семейное дерево                            | The Family Tree                    | Банни Бернетт                        |
| 2011      | ф  | Живая сталь                                | Real Steel                         | Дебра Феллон-Барнс                   |
| 2011      | тф | Чудесный год                               | The Miraculous Year                | Мэнди Вэнс                           |
| 2011      | тф | Весна/Осень                                | Spring/Fall                        | Иден                                 |
| 2012      | ф  | Связи нет                                  | Disconnect                         | Лидия Бойд                           |
| 2012—2013 | с  | Новости                                    | The Newsroom                       | Нина Ховард                          |
| 2013      | ф  | Громче слов                                | Louder Than Words                  | Бренда Фарери                        |
| 2013      | тф | Посвящённый                                | The Ordained                       | Паки                                 |
| 2013—2021 | с  | Закон и порядок: Специальный корпус        | Law & Order: Special Victims Unit  | Виола Меснер                         |
| 2015      | ф  | Шальная карта                              | Wild Card                          | Кассандра                            |
| 2015      | с  | События прошедшей недели с Джоном Оливером | Last Week Tonight with John Oliver | инспектор воздуховодов               |
| 2015      | с  | Преданность                                | Allegiance                         | Катя О’Коннор                        |
| 2015—2016 | с  | Сосны                                      | Wayward Pines                      | Меган Фишер                          |
| 2016      | с  | Американское преступление                  | American Crime                     | Стеф Салливан                        |
| 2016      | ф  | Первый мститель: Противостояние            | Captain America: Civil War         | Мария Старк                          |
| 2017      | ф  | За пропастью во ржи                        | Rebel in the Rye                   | Мириам Сэлинджер                     |
| 2018—2019 | с  | Для людей                                  | For the People                     | Джилл Карлан                         |
| 2018—2019 | с  | Странный ангел                             | Strange Angel                      | Рут Парсонс                          |
| 2020      | с  | Личная жизнь                               | Love Life                          | Клодия Хоффман                       |
| 2020      | ф  | Гренландия                                 | Greenland                          | Джуди Венто                          |
| 2020      | с  | Нова                                       | Nova                               | рассказчица                          |
| 2020—2023 | с  | Ваша честь                                 | Your Honor                         | Джина Бакстер                        |
| 2021—2023 | с  | Наследники                                 | Succession                         | Сэнди Фернесс                        |
| 2022      | с  | Кокетка                                    | Minx                               | Виктория Хартнетт                    |
| 2023      | ф  | Кошки-мышки                                | Cat Person                         | Келли                                |
| 2023      | с  | Перри Мейсон                               | Perry Mason                        | Камилла Найгаард                     |
| 2023      | ф  | Город астероидов                           | Asteroid City                      | Сэнди Борден                         |
|           | с  | Раньше                                     | Before                             | доктор Джейн                         |

## Театр
| Год       | Название                                           | Оригинальное название                     | Роль                                    | Место проведения               |
| --------- | -------------------------------------------------- | ----------------------------------------- | --------------------------------------- | ------------------------------ |
| 1992      | Спокойной ночи, Дездемона (Доброе утро, Джульетта) | Goodnight Desdemona (Good Morning Juliet) | Джульетта / студентка / кипрский солдат | Восточный театр на 13-й улице  |
| 1992      | Два шекспировских актёра                           | Two Shakespearean Actors                  | мисс Энн Холленд                        | театр Корт                     |
| 1993      | Мера за меру                                       | Measure for Measure                       | Мариана                                 | театр Делкорт                  |
| 1993      | Птеродактили                                       | Pterodactyls                              | Эмма Данкан                             | Vineyard                       |
| 1995—1996 | Пищевая цепочка                                    | The Food Chain                            | Аманда                                  | Вестсайдский театр             |
| 1997—1998 | Иванов                                             | Ivanov                                    | Саша                                    | театр Вивиан Бомонт            |
| 2000      | Кружась в масле                                    | Spinning into Butter                      | Сара                                    | Линкольн-центр                 |
| 2005      | Хоуп уходит из театра                              | Hope Leaves the Theater                   | различные роли                          | Склад Святой Анны              |
| 2009      | Бог резни                                          | God of Carnage                            | Аннетт                                  | Бернард Б. Джекобс             |
| 2016—2017 | Красный Амбар                                      | The Red Barn                              | Ингрид Додд                             | Королевский национальный театр |

## Награды и номинации
| Год  | Премия                                     | Категория                                                                 | Работа                                          | Результат |
| ---- | ------------------------------------------ | ------------------------------------------------------------------------- | ----------------------------------------------- | --------- |
| 1994 | Драма Деск                                 | Лучшая женская роль в пьесе                                               | Птеродактили                                    | Номинация |
| 2002 | New York Film Critics Circle               | Лучшая актриса второго плана                                              | О Шмидте                                        | Номинация |
| 2003 | Опрос о фильмах Village Voice              | Лучшая роль второго плана                                                 | Американское великолепие                        | 2-е место |
| 2003 | Общество кинокритиков Сиэтла               | Лучшая актриса                                                            | Американское великолепие                        | Победа    |
| 2003 | New York Film Critics Circle               | Лучшая актриса                                                            | Американское великолепие Тайная жизнь дантистов | Победа    |
| 2004 | Национальное общество кинокритиков США     | Лучшая актриса                                                            | Американское великолепие Тайная жизнь дантистов | Номинация |
| 2004 | Ассоциация кинокритиков Чикаго             | Лучшая актриса                                                            | Американское великолепие                        | Номинация |
| 2004 | Общество кинокритиков Феникса              | Лучшая актриса второго плана                                              | Американское великолепие                        | Номинация |
| 2004 | Ассоциация кинокритиков Центрального Огайо | Лучшая актриса второго плана                                              | Американское великолепие                        | Номинация |
| 2004 | Хлотрудис                                  | Лучшая актриса второго плана                                              | Американское великолепие                        | Номинация |
| 2004 | Золотой глобус                             | Лучшая женская роль второго плана — кинофильм                             | Американское великолепие                        | Номинация |
| 2004 | Спутник                                    | Лучшая женская роль — кинофильм                                           | Американское великолепие                        | Номинация |
| 2004 | Независимый дух                            | Лучшая женская роль второго плана                                         | Тайная жизнь дантистов                          | Номинация |
| 2008 | Готэм                                      | Лучший актёрский ансамбль                                                 | Нью-Йорк, Нью-Йорк                              | Победа    |
| 2009 | Независимый дух                            | Премия Роберта Олтмена                                                    | Нью-Йорк, Нью-Йорк                              | Победа    |
| 2009 | Тони                                       | Лучшая женская роль в пьесе                                               | Бог резни                                       | Номинация |
| 2009 | Эмми                                       | Лучшая женская роль второго плана в драматическом телесериале             | Пациенты                                        | Номинация |
| 2009 | Ассоциация онлайн-кино и телевидения       | Лучшая актриса второго плана в драматическом телесериале                  | Пациенты                                        | Номинация |
| 2009 | Премия женской имиджевой сети              | Актриса драматического телесериала                                        | Пациенты                                        | Номинация |
| 2010 | Премия женской имиджевой сети              | Актриса мини-сериала или телефильма                                       | Особые отношения                                | Номинация |
| 2010 | Спутник                                    | Лучшая женская роль — мини-сериал или телефильм                           | Особые отношения                                | Номинация |
| 2010 | Эмми                                       | Лучшая женская роль в мини-сериале или фильме                             | Особые отношения                                | Номинация |
| 2010 | Ассоциация онлайн-кино и телевидения       | Лучшая женская роль в фильме или мини-сериале                             | Особые отношения                                | Номинация |
| 2010 | Золотое Дерби                              | Актриса телефильма или мини-сериала                                       | Особые отношения                                | Номинация |
| 2011 | Золотой глобус                             | Лучшая женская роль второго плана — мини-сериал, телесериал или телефильм | Особые отношения                                | Номинация |
| 2021 | Спутник                                    | Лучшая женская роль второго плана — мини-сериал, телесериал или телефильм | Ваша честь                                      | Номинация |
| 2022 | Эмми                                       | Лучшая приглашённая актриса в драматическом телесериале                   | Наследники                                      | Номинация |
| 2022 | Ассоциация онлайн-кино и телевидения       | Лучшая приглашённая актриса в драматическом телесериале                   | Наследники                                      | Номинация |
| 2022 | Золотое Дерби                              | Драматическая приглашённая актриса                                        | Наследники                                      | Номинация |